# الحماء (أمانة العاصمة)

تعديل مصدري - تعديل

الحماء هي إحدى قرى مديرية بني الحارث التابعة لمحافظة أمانة العاصمة صنعاء اليمنية، بلغ  تعداد سكانها 3643 نسمة حسب الإحصاء الذي جرى عام 2004.